# Стадио Комунале Белинцона
„Стадио Комунале Белинцона“ e стадион в Белинцона, Швейцария.
Използва се най-вече за футболни мачове и служи за домакинските срещи на АК Белинцона. Стадионът има капацитет от 6000 седящи места , но може да събере публика от 20 740 души. 